# Haringen (familie)

Haringen komen voor in grote scholen (van soms miljoenen dieren)

De haringen (Clupeidae) vormen een familie uit de orde van de haringachtigen.

## Taxonomie
Volgens de online databank voor vissen Fishbase zijn er ruim 200 nog levende (onder)soorten.
De volgende lijst geeft een overzicht van de onderfamilies en geslachten van de Haringen.
- Onderfamilie: Alosinae
  - Alosa Linck, 1790
  - Brevoortia Gill, 1861
  - Caspialosa 
  - Ethmalosa Regan, 1917
  - Ethmidium 
  - Gudusia Fowler, 1911
  - Hilsa Regan, 1917
  - Tenualosa Fowler, 1934
- Onderfamilie: Clupeinae
  - Amblygaster Bleeker, 1849
  - Clupea Linnaeus, 1758 (Haringen)
  - Clupeonella Kessler, 1877
  - Escualosa Whitley, 1940
  - Harengula Cuvier & Valenciennes, 1847
  - Herklotsichthys Whitley, 1951
  - Lile Jordan & Evermann, 1896
  - Opisthonema Gill, 1861
  - Platanichthys Whitehead, 1968[2]
  - Ramnogaster Whitehead, 1965[2]
  - Rhinosardinia Eigenmann, 1912[2]
  - Sardina Antipa, 1904[2]
  - Sardinella Valenciennes in Cuvier and Valenciennes, 1847[2]
  - Sardinops Hubbs, 1929[2]
  - Sprattus Girgensohn, 1846[2]
- Onderfamilie: Dorosomatinae
  - Anodontostoma Bleeker, 1849
  - Clupanodon Lacepède, 1803
  - Dorosoma Rafinesque, 1820
  - Gonialosa Regan, 1917
  - Konosirus Jordan & Snyder, 1900
  - Nematalosa Regan, 1917
- Onderfamilie: Dussumieriinae
  - Dayella Talwar & Whitehead, 1972
  - Dussumieria Cuvier & Valenciennes, 1847
  - Etrumeus Bleeker, 1853
  - Gilchristella Fowler, 1935
  - Jenkinsia Jordan & Evermann, 1896
  - Sauvagella Bertin, 1940
  - Spratelloides Bleeker, 1851
  - Spratellomorpha Angel Bertin & Guibé, 1946
- Onderfamilie: Pellonulinae
  - Clupeichthys Bleeker, 1855
  - Clupeoides Bleeker, 1851
  - Congothrissa Poll, 1964
  - Corica Hamilton, 1822
  - Ehirava Deraniyagala, 1929
  - Hyperlophus Ogilby, 1892
  - Laeviscutella Poll, Whitehead & Hopson, 1965
  - Limnothrissa Regan, 1917
  - Microthrissa Boulenger, 1902
  - Nannothrissa Poll, 1965[3]
  - Odaxothrissa Boulenger, 1899
  - Pellonula Günther, 1868
  - Poecilothrissa Regan, 1917
  - Potamalosa Ogilby, 1897
  - Potamothrissa Regan, 1917
  - Sierrathrissa Thys van den Audenaerde, 1969[3]
  - Stolothrissa Regan, 1917[3]
  - Thrattidion Roberts, 1972[3]

## Animal Diversity Web
De volgende geslachten en soorten zijn wel ingedeeld in deze familie volgens Fishbase, maar niet volgens Animal Diversity Web:
Familie(Volgens ADW) Pristigasteridae
- Onderfamilie Pelloninae
  - Chirocentrodon Günther, 1868
  - Neoopisthopterus Hildebrand, 1948
  - Pliosteostoma Norman, 1923
- Onderfamilie Pristigasterinae
  - Odontognathus Lacépède, 1800
  - Opisthopterus Gill, 1861
  - Raconda Gray, 1831